# Paolo Carta
Paolo Romano Carta (Roma, 18 aprile 1964) è un cantante, chitarrista e produttore discografico italiano.
Ha collaborato con diversi big della canzone italiana tra i quali Adriano Celentano, Eros Ramazzotti, Alexia, Fabio Concato, Riccardo Cocciante, Max Pezzali, Gianni Morandi. Principalmente in contesti televisivi ha collaborato anche con artisti stranieri: Whitney Houston, Manhattan Transfer, Lionel Richie e Gloria Gaynor.

## Biografia
Paolo inizia la sua esibizione in pubblico a circa 10 anni, per la festa di fine anno della quinta elementare e successivamente studia per otto anni chitarra classica. Molto aperto a tutti i generi musicali anche se la sua natura è prevalentemente Rock, è amante dei Genesis, The Police, Led Zeppelin, Deep Purple e Jimi Hendrix. Nel periodo 1986-1987 è sostituto chitarrista del Banco del Mutuo Soccorso e fa parte della formazione ufficiale che incide il disco Il Banco presenta Francesco Di Giacomo nel 1989 e fa anche un tour con loro.
Nel 1987-1988 collabora nel disco di Adriano Celentano intitolato Il re degli ignoranti, pubblicato poi nel 1991, partecipa alla trasmissione televisiva Fantastico 8 che conduce in quel periodo e al suo Tour in Russia. 
Il suo percorso artistico continua nel 1989 allorché comincia a collaborare come musicista per diversi personaggi della canzone italiana tra i quali Luca Barbarossa nell'album Al di là del muro del 1989, Loretta Goggi per l'album Punti di vista, Eros Ramazzotti e Max Pezzali. 
Nel 1989 pubblica il suo primo album Domande contenente 10 tracce inedite. Nei testi troviamo anche Bruno Lauzi. 
Nello stesso anno come chitarrista ha collaborato anche con Pinuccio Pirazzoli alla realizzazione della colonna sonora della seconda stagione della serie cult Fininvest Don Tonino con Andrea Roncato, Gigi Sammarchi e Manuel De Peppe per la regia di Fosco Gasperi.
Nel 1990 partecipa al tour promozionale di Massimo Bizzarri Nel 1992 partecipa al tour di Luca Barbarossa dove Paolo è responsabile degli arrangiamenti del quale è ricavato anche un live dal titolo Vivo. 
Dal 1988 al 1996 partecipa come chitarrista in alcune sigle dei cartoni animati in onda sulle reti Mediaset: in particolare le sigle dei Puffi Puffi qua e là e I Puffi sanno, sigle di altri cartoni come Palla al centro per Rudy, Pippo e Menelao, Una classe di monelli per Jo, È un po' magia per Terry e Maggie, Grande, piccolo Magoo, Che campioni Holly e Benji, Un videogioco per Kevin, D'Artacan, ma anche dei programmi Bim Bum Bam e Ciao Ciao (dalla stagione 1988-1989 alla stagione 1991-1992).
Nel 1995 inizia la collaborazione con i Dhamm: produce il loro primo album su etichetta EMI italiana e, in seguito, suona con gli stessi e ne dirige l'orchestra in due diverse edizioni del Festival di Sanremo. 
In seguito intraprende anche la carriera di solista, ma in seguito deciderà che fare il cantante non è la sua vera passione, come lo è invece suonare e produrre. 
Nel 1997 dopo aver passato le selezioni vincendo la prima serata di Sanremo Giovani 1996 si qualifica per il Festival di Sanremo 1997 e partecipa nella categoria Nuove Proposte con la canzone Non si può dire mai... mai.
In contemporanea alla partecipazione a Sanremo a febbraio pubblica il suo secondo album intitolato Paolo Carta che oltre a contenere Non si può dire mai... mai contiene 10 tracce inedite. 
Nel 1999 è chitarrista ufficiale dell'orchestra della trasmissione di Gianni Morandi C'era un ragazzo e in seguito sempre nel 1999 parte in tour con Fabio Concato, poi continua a collaborare con Mediaset nell'arrangiamento del jingle dei programmi prodotti da RTI. 
Nel 2000 torna a fianco di Gianni Morandi per il Come fa bene l'amore Tour mentre da aprile 2001 è chitarrista dello Stilelibero Tour di Eros Ramazzotti. 
Dal 2005 inizia il suo sodalizio artistico con Laura Pausini. Partecipa al World Tour 2005 da gennaio a luglio e in seguito si fidanza con l'artista. Il 2 giugno 2007 partecipa al grande concerto di Laura Pausini allo Stadio Giuseppe Meazza di San Siro con 70.000 spettatori. Nel 2008 partecipa per la prima volta alla produzione e all'arrangiamento dell'album della Pausini, Primavera in anticipo.
È produttore artistico e autore della musica di brani: Mille braccia, Invece no (la cui versione spagnola En cambio no si aggiudica a marzo 2010 il premio ASCAP Latin Music Awards nella categoria Miglior brano Pop), La geografia del mio cammino, Ogni colore al cielo e Un giorno dove vivere. 
A febbraio 2009 è il produttore artistico dell'album La forza mia di Marco Carta, suo omonimo ma non parente e autore del testo e della musica della canzone omonima vincitrice del Festival di Sanremo 2009, cantata dallo stesso Marco Carta. È inoltre autore della musica e del testo di Un giorno perfetto e Grazie a te; autore della sola musica di Resta con me.
A novembre 2009 è il produttore artistico del singolo Casomai di Laura Pausini, contenuto nell'album Laura Live World Tour 09. 
A maggio 2010 è il produttore artistico dell'album Il cuore muove di Marco Carta e autore della musica di 2 brani contenuti nell'album: Il cuore muove e Come pioggia d'estate. 
Nel 2011 è il produttore artistico e l'autore della musica dei brani Benvenuto, Non ho mai smesso, Nel primo sguardo, Nessuno sa di Laura Pausini, contenuti nell'album Inedito; è inoltre produttore artistico di Bastava e Le cose che non mi aspetto. Nel 2013 è il produttore artistico e l'autore della musica del brano Se non te; è inoltre produttore artistico di Limpido e Dove resto solo io di Laura Pausini, contenuti nell'album 20 - The Greatest Hits.

## Vita privata
Paolo Carta è stato sposato con Rebecca Galli, dalla quale ha avuto tre figli: Jader (1995), Jacopo (1996) e Joseph (2000); quest’ultimo, che ha intrapreso la carriera di cantante con lo pseudonimo di Holden, nella stagione 2023-2024 è stato concorrente della ventitreesima edizione del programma Amici di Maria De Filippi. Dal 2023 è sposato con la cantante italiana Laura Pausini, da cui ha avuto una figlia: Paola (2013).

## Partecipazioni alFestival di Sanremo
- Festival di Sanremo 1995: dirige l'orchestra durante l'esibizione dei Dhamm nel pezzo Ho bisogno di te del quale cura anche l'arrangiamento (5º posto finale nella categoria Nuove Proposte).
- Festival di Sanremo 1996: dirige l'orchestra durante l'esibizione dei Dhamm nel pezzo Ama del quale cura anche l'arrangiamento (categoria Nuove Proposte).
- Sanremo Giovani 1996: partecipa come concorrente e vince la prima serata con il brano Un Pensiero che si può ballare.
- Festival di Sanremo 1997: partecipa come concorrente con il brano Non si può dire mai... mai (categoria Nuove Proposte).
- Festival di Sanremo 2004: fa parte dell'orchestra del festival come chitarrista.
- Festival di Sanremo 2005: invitato dal presentatore Paolo Bonolis, apre il Festival suonando una versione rock alla Jimi Hendrix dell'Inno di Mameli[9].
- Festival di Sanremo 2009: autore della canzone La forza mia (eseguita da Marco Carta) vincitrice del 59º Festival della Canzone Italiana.

## Discografia

### Album in studio
- 1989 - Domande (Teen Five Records)
- 1997 - Paolo Carta (5099748721822, Sony Music Entertainment)

### Singoli
- 1997 - Non si può dire mai... mai/Non siamo normali (EPC6642271, Sony Music Entertainment)
- 1997 - Un pensiero che non si può ballare/Un pensiero che non si può ballare (Instrumental) (Sony Music Entertainment)

### Produzioni
- 1994 - Dhamm dei Dhamm
- 1996 - Tra cielo e terra dei Dhamm
- 1997 - Disorient express dei Dhamm
- 1997 - Paolo Carta (Sony Music Entertainment)
- 2009 - La forza mia di Marco Carta
- 2010 - Il cuore muove di Marco Carta

### Collaborazioni
Con autori vari
- 1987 - La pubblica ottusità di Adriano Celentano
- 1987 - Venere di Mario Castelnuovo
- 1988 - Sul nido del cuculo di Mario Castelnuovo
- 1988 - Per paura o per amore di Mariella Nava
- 1988 - Non tutti gli uomini di Luca Barbarossa
- 1989 - Il giorno e la notte di Mariella Nava
- 1989 - Punti di vista di Loretta Goggi
- 1989 - Leali di Fausto Leali
- 1989 - Al di là del muro di Luca Barbarossa
- 1989 - Il Banco presenta Francesco Di Giacomo del Banco del Mutuo Soccorso
- 1989 - Totò di Franco Simone
- 1991 - Il re degli ignoranti di Adriano Celentano
- 1992 - Lacrime di Mia Martini
- 1992 - Mendicante e altre storie di Mariella Nava
- 1992 - L'incantautore di Mimmo Cavallo
- 1993 - Lochness di Mina
- 1993 - Ciao paese di Marco Carena
- 1993 - Vivo di Luca Barbarossa
- 1993 - Eventi e mutamenti di Riccardo Cocciante
- 1994 - Un uomo felice di Riccardo Cocciante
- 1994 - Dhamm dei Dhamm
- 1994 - Scomporre e ricomporre di Fabio Concato
- 1994 - Le cose da salvare di Luca Barbarossa
- 1994 - Canarino mannaro di Mina
- 1997 - Innamorato di Riccardo Cocciante
- 1998 - 30 volte Morandi di Gianni Morandi
- 1999 - Fabio Concato di Fabio Concato
- 2000 - Stilelibero (DVD) di Eros Ramazzotti
- 2004 - Gli occhi grandi della Luna di Alexia
- 2009 - La forza mia di Marco Carta
- 2010 - Il cuore muove di Marco Carta

Con Laura Pausini
- 2006 - Io canto
- 2008 - Primavera in anticipo
- 2011 - Inedito
- 2013 - 20 - The Greatest Hits
- 2015 - Simili
- 2018 - Fatti sentire
- 2023 - Anime parallele

### Autore
Musica
- 2008 - Invece no - Primavera in anticipo
- 2008 - La geografia del mio cammino - Primavera in anticipo
- 2008 - Ogni colore al cielo - Primavera in anticipo
- 2008 - Un giorno dove vivere - iTunes Bonus Track Primavera in anticipo
- 2009 - Resta con me - La forza mia
- 2010 - Il cuore muove - Il cuore muove
- 2010 - Come pioggia d'estate - Il cuore muove
- 2011 - Benvenuto - Inedito
- 2011 - Non ho mai smesso - Inedito
- 2011 - Nel primo sguardo - Inedito
- 2011 - Nessuno sa - Inedito
- 2013 - Se non te - 20 - The Greatest Hits
- 2015 - Chiedilo al cielo - Simili
- 2015 - Il nostro amore quotidiano - Simili
- 2015 - Io c'ero (+ amore x favore) - Simili
- 2015 - Per la musica - Simili
- 2018 - E.STA.A.TE - Fatti sentire
- 2018 - No River is Wilder - Fatti sentire
- 2018 - Fantastico - Fatti sentire
- 2018 - L'ultima cosa che ti devo - Fatti sentire
- 2023 - Eppure non è così - Anime parallele
- 2023 - Flashback - Anime parallele
- 2023 - Davanti a noi - Anime parallele

Musica e testo
- 2009 - La forza mia - La forza mia
- 2009 - Un giorno perfetto - La forza mia
- 2009 - Grazie a te - La forza mia